# BATX
BATX는 바이두, 알리바바, 텐센트, 샤오미(Baidu, Alibaba, Tencent, and Xiaomi)의 약자로, 중국의 4대 기술 기업을 의미하며, 미국의 GAMMA (구글, 아마존, 메타 (페이스북), 마이크로소프트, 애플)와 종종 비교된다. BATX는 2000년대 중국 기술 혁명의 부상기에 시작된 최초의 기술 기업 중 일부였으며, 빠르게 중국 네티즌들 사이에서 널리 사용되었다. 특히 2015년 이후, 화웨이, 디디추싱, 징동, DJI, 바이트댄스와 같은 다른 기술 기업들도 업계에서 떠오르는 거대 기술 기업이 되었다.

## 목록
| 이름     | 2018년까지의 수익 | 직원 수 | 본사           | 설립 연도 | CEO          |
| -------- | ----------------- | ------- | -------------- | --------- | ------------ |
| 바이두   | $14,874 mm        | 42,267  | 베이징시, 중국 | 2000      | 로빈 옌훙 리 |
| 알리바바 | $38,898 mm        | 101,958 | 항저우시, 중국 | 1999      | 마윈         |
| 텐센트   | $312,694 mm       | 54,309  | 선전시, 중국   | 1998      | 마화텅       |
| 샤오미   | $44,421 mm        | 14,513  | 베이징시, 중국 | 2010      | 레이쥔       |

## 역사
2000년, 장쩌민 주석의 지시에 따라 중국은 국가 안보를 보호하고 서구 선전의 침투를 제한하기 위해 중국 내 미디어 및 정보 흐름을 관리하기 위해 금순공정을 시작했다. 금순공정 하에서 구글, 페이스북, 넷플릭스 등 많은 미국 기술 기업들은 현지 데이터 법률 준수를 거부했기 때문에 만리방화벽으로부터 중국 접속이 차단되었고, 마이크로소프트와 링크드인 등은 허용되었다. 동시에 1994년 인터넷 도입 이후 중국 네티즌 인구는 크게 증가했다. 2018년까지 중국은 8억 명의 네티즌을 보유했으며, 이 중 98%가 모바일 사용자이다. 많은 중국 기술 기업들은 이러한 시스템 하에서 외국 기업과의 경쟁 없이 번창했다. BATX는 이러한 기회를 포착하고 중국 인터넷 전환 초기에 인터넷 시장을 점유하기 시작한 초기 기술 기업 중 일부이다.

## 영향

### 바이두

바이두 로고

바이두 서치는 중국에서 가장 인기 있는 검색 엔진이다. 바이두는 미국에서 설립된 가장 큰 검색 엔진 회사인 구글과 종종 대비된다. 구글은 중국에서 금지되어 있다. 그래서 바이두는 중국 네티즌들에게 동등한 검색 경험을 제공한다. 바이두 검색 외에도 바이두는 바이두 지도, 바이두 클라우드, 바이두 톄바, 바이두 즈다오 등 중국 네티즌의 다양한 요구에 맞춰 여러 다른 제품을 제공한다. 바이두는 중국 검색 엔진 시장 점유율의 64.55%를 차지하며, 세계에서 세 번째로 큰 검색 엔진 웹사이트이기도 하다.

### 알리바바

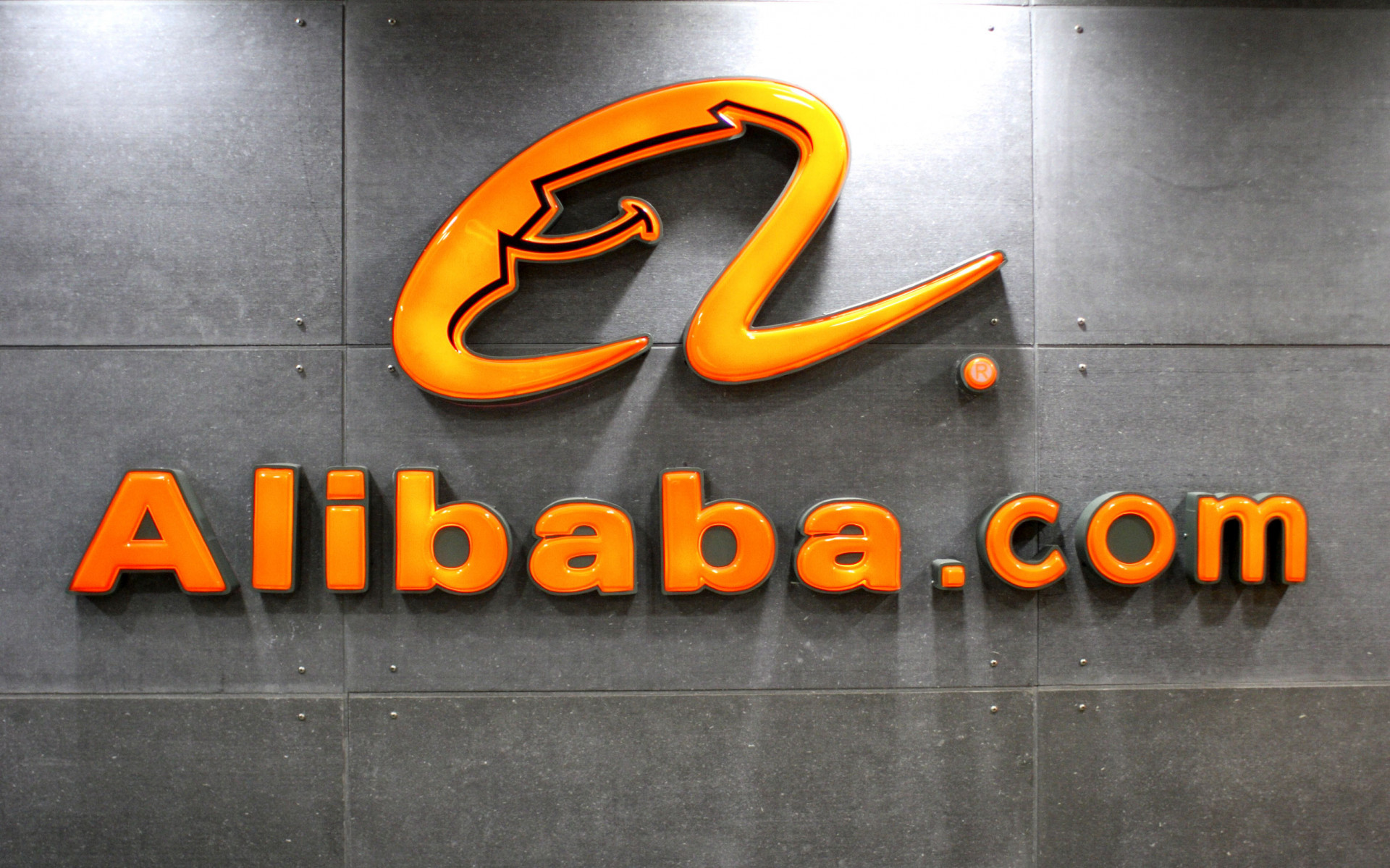
알리바바 그룹 로고

알리바바 그룹은 1999년 중국 항저우에서 전자상거래 회사로 처음 시작되었다. 그 이후로 전자상거래, 오락, 온라인 결제, 클라우드 컴퓨팅, AI 기술과 같은 지사를 포함하는 거대 기술 기업이 되었다. 가장 유명한 C2C 제품은 타오바오와 알리페이이며, 이는 모든 중국 온라인 쇼핑 경험에 밀접하게 통합되어 있다. 2017년, 타오바오.com은 바이두.com과 QQ.com에 이어 중국에서 세 번째로 많이 방문된 웹사이트였다.com. 2018년까지 타오바오는 중국 전자상거래 시장 점유율의 58.2%를 차지했다.

### 텐센트

텐센트 로고

텐센트는 마화텅이 소셜 네트워크 플랫폼으로 처음 시작했다. 대부분의 중국 네티즌은 메시징 플랫폼인 QQ를 통해 텐센트를 알게 되었다. 현재 텐센트는 소셜 플랫폼, 오락, 전자상거래, 온라인 결제, 정보 서비스, 인공지능을 포함하여 더 많은 사업 분야를 개발했다. 텐센트의 가장 유명한 메시징 앱 중 하나인 위챗은 2018년 1억 6,960만 명의 월간 활성 사용자를 기록했다. 위챗은 2018년 WhatsApp과 메신저에 이어 전 세계에서 세 번째로 많이 사용되는 메시징 앱이다. 텐센트 엔터테인먼트는 2018년 현재 온라인 게임 산업에서 세계 1위이며, 소니가 바로 그 뒤를 잇는다.

### 샤오미

샤오미 로고

샤오미는 다른 세 회사와는 달리 스마트폰, 홈 자동화, 스마트 TV 및 기타 스마트 기기와 같은 하드웨어 기술에 더 중점을 둔다. 샤오미 이익의 3분의 2는 스마트폰 판매에서 발생한다. 샤오미는 2014년에 중국에서 가장 큰 스마트폰 제조업체가 되었지만, 2016년에는 5위로 추락했다.

## 중국의 다른 기술 기업들
BATX가 가장 큰 중국 기술 기업을 지칭하는 매우 인기 있는 약어였지만, 2010년 이후 떠오르며 각 분야의 선두 주자가 된 다른 많은 기술 기업들도 있다. 포브스의 2019년 글로벌 2000 목록에 있는 184개 기술 기업 중 20개는 중국 기업이다.

### 화웨이

화웨이 로고

화웨이는 2010년대에 세계에서 가장 잘 알려진 중국 기술 기업 중 하나가 되었다. 1987년 선전시 중국에서 런정페이가 설립한 이 회사는 정보통신기술(ICT) 인프라 및 스마트 기기에 중점을 둔다. 화웨이는 2012년까지 세계 통신 네트워크 분야에서 1위가 되었고, 2019년 7월에 첫 5G 스마트폰인 Mate 20 X 5G를 출시했다. 2018년 화웨이는 721,202 mm 위안의 수익을 창출했으며, 이는 약 101,910.32 mm 달러에 해당한다.

### 디디추싱

디디추싱 로고

디디 추싱은 중국에서 가장 인기 있는 택시 호출 서비스 앱이다. 2018년 디디추싱에서는 매일 3천만 건 이상의 탑승이 이루어졌다. 디디추싱은 중국의 400개 이상의 도시에서 이용 가능하며 5억 5천만 명 이상의 사용자를 보유하고 있다. 디디추싱은 2018년 중국 택시 호출 서비스 시장 점유율의 71.4%를 차지했다.

### DJI

DJI 로고

DJI는 선전에 본사를 둔 비공개 기술 기업으로, 오늘날 소비 및 산업용 무인 항공기(드론) 제조업체를 선도하며 2021년 8월 현재 전 세계 시장 점유율 76%를 차지하고 있다. 이들의 제품은 전 세계적으로 판매되며, 팬텀 및 매빅 카메라 드론 시리즈, 오즈모 카메라 및 짐벌 시리즈, 1인칭 레이싱 드론의 DJI FPV 시리즈, 카메라 짐벌의 로닌 시리즈, 그리고 교육용 로봇의 로보마스터 시리즈를 포함한다.

## 같이 보기
- 빅테크